# Christian Kellner
Christian Kellner (Waging am See, 7 dicembre 1971) è un pilota motociclistico tedesco ritiratosi dall'attività agonistica.

## Carriera
Inizia a gareggiare a livello nazionale nel 1994. Nel 1996 si laurea campione tedesco della classe 125 in sella ad una Honda. L'esordio in una competizione mondiale per Kellner avviene nel 1995 partecipando al Gran Premio di Gran Bretagna del motomondiale. Chiude la gara al ventitreesimo posto con una Yamaha nella classe 125. Colleziona un'altra partecipazione al motomondiale la stagione successiva, partecipa infatti al Gran Premio di Germania in sella ad una Honda gestita dal team Hein Gericke Castrol. Chiude la gara con un ritiro. Nel 1997, su Suzuki, si classifica al quarto posto nel campionato Europeo.
La stagione successiva vince una gara ed è quinto nel campionato europeo Supersport. Sempre nel 1998, ottiene i primi punti iridati partecipando al Supersport World Series. In sella ad una Suzuki chiude la stagione al ventiduesimo posto con quattordici punti. Nella stagione successiva ottiene il primo podio in questa categoria giungendo secondo al Gran Premio d'Austria, dietro al compagno di squadra Jörg Teuchert. Chiude la stagione al sesto posto. Nel 2000 Kellner è pilota titolare per il team Alpha Technik Yamaha. Chiude la stagione al quarto posto, a quattordici punti dal compagno di squadra Teuchert che vince il titolo. In questa stagione ottiene una pole position in Giappone e due vittorie consecutive a Misano e Valencia. Il 2001 vede il pilota tedesco nuovamente in sella ad una Yamaha YZF-R6. La stagione si chiude al 14º posto in graduatoria piloti. Unico podio stagionale è il terzo posto ottenuto nella gara inaugurale a Valencia. Come nella stagione precedente, anche nel 2002 ottiene un terzo posto in Spagna, migliora la classifica chiudendo sesto con 94 punti.
Torna al successo nel 2003 andando a vincere il Gran Premio del Giappone, in questa occasione ottiene anche il giro più veloce della gara. Chiude la stagione, davanti al compagno di squadra Teuchert, al sesto posto tra i piloti con novanta punti. Nel 2004 disputa l'ultima stagione completa nel mondiale Supersport, col team Yamaha Motor Deutschland chiude la stagione tredicesimo. L'ultima partecipazione di Kellner ad una gara mondiale risale alla stagione 2007 quando disputa il Gran Premio della Repubblica Ceca in qualità di pilota sostitutivo per il team LBR Racing. In sella alla Ducati 749 chiude la gara anzitempo ritirandosi.

## Risultati in gara

### Motomondiale
| 1995 | Classe | Moto   |  |  |  |  |  |  |  |  |    |  |  |  |  |  |  | Punti | Pos. |
| ---- | ------ | ------ |  |  |  |  |  |  |  |  | -- |  |  |  |  |  |  | ----- | ---- |
| 1995 | 125    | Yamaha |  |  |  |  |  |  |  |  | 23 |  |  |  |  |  |  | 0     |      |

| 1996 | Classe | Moto  |  |  |  |  |  |  |  |     |  |  |  |  |  |  |  | Punti | Pos. |
| ---- | ------ | ----- |  |  |  |  |  |  |  | --- |  |  |  |  |  |  |  | ----- | ---- |
| 1996 | 125    | Honda |  |  |  |  |  |  |  | Rit |  |  |  |  |  |  |  | 0     |      |

| Legenda | 1º posto        | 2º posto            | 3º posto            | A punti      | Senza punti        | Grassetto – Pole position Corsivo – Giro più veloce |
| Legenda | Gara non valida | Non qual./Non part. | Ritirato/Non class. | Squalificato | '-' Dato non disp. | Grassetto – Pole position Corsivo – Giro più veloce |

### Campionato mondiale Supersport
| 1998 | Moto   |  |  |  |    |    |  |  |  |   |  |  |  |  | Punti | Pos. |
| ---- | ------ |  |  |  | -- | -- |  |  |  | - |  |  |  |  | ----- | ---- |
| 1998 | Suzuki |  |  |  | 11 | 15 |  |  |  | 8 |  |  |  |  | 14    | 22º  |

| 1999 | Moto   |   |    |   |    |   |    |   |   |   |     |    |  |  | Punti | Pos. |
| ---- | ------ | - | -- | - | -- | - | -- | - | - | - | --- | -- |  |  | ----- | ---- |
| 1999 | Yamaha | 4 | 11 | 6 | 11 | 4 | 11 | 9 | 6 | 2 | Rit | 10 |  |  | 94    | 6º   |

| 2000 | Moto   |     |   |   |   |   |   |   |   |     |     |   |  |  | Punti | Pos. |
| ---- | ------ | --- | - | - | - | - | - | - | - | --- | --- | - |  |  | ----- | ---- |
| 2000 | Yamaha | Rit | 2 | 7 | 5 | 7 | 1 | 1 | 6 | Rit | Rit | 4 |  |  | 122   | 4º   |

| 2001 | Moto   |   |    |   |     |     |   |     |    |   |    |    |  |  | Punti | Pos. |
| ---- | ------ | - | -- | - | --- | --- | - | --- | -- | - | -- | -- |  |  | ----- | ---- |
| 2001 | Yamaha | 3 | 16 | 9 | Rit | Rit | 9 | Rit | 10 | 6 | 11 | 17 |  |  | 51    | 14º  |

| 2002 | Moto   |   |   |   |   |     |    |   |   |   |     |    |    |  | Punti | Pos. |
| ---- | ------ | - | - | - | - | --- | -- | - | - | - | --- | -- | -- |  | ----- | ---- |
| 2002 | Yamaha | 3 | 6 | 6 | 5 | Rit | 11 | 4 | 4 | 6 | Rit | 10 | NP |  | 94    | 6º   |

| 2003 | Moto   |   |    |   |   |   |    |   |   |    |    |   |  |  | Punti | Pos. |
| ---- | ------ | - | -- | - | - | - | -- | - | - | -- | -- | - |  |  | ----- | ---- |
| 2003 | Yamaha | 8 | 12 | 1 | 7 | 8 | 11 | 6 | 7 | 16 | 12 | 8 |  |  | 90    | 6º   |

| 2004 | Moto   |     |     |     |   |   |     |     |   |    |    |  |  |  | Punti | Pos. |
| ---- | ------ | --- | --- | --- | - | - | --- | --- | - | -- | -- |  |  |  | ----- | ---- |
| 2004 | Yamaha | Rit | Rit | Rit | 5 | 8 | Rit | Rit | 9 | 15 | 13 |  |  |  | 30    | 13º  |

| 2007 | Moto   |  |  |  |  |  |  |  |  |     |  |  |  |  | Punti | Pos. |
| ---- | ------ |  |  |  |  |  |  |  |  | --- |  |  |  |  | ----- | ---- |
| 2007 | Ducati |  |  |  |  |  |  |  |  | Rit |  |  |  |  | 0     |      |

| Legenda | 1º posto        | 2º posto            | 3º posto           | A punti      | Senza punti        | Grassetto – Pole position Corsivo – Giro più veloce |
| Legenda | Gara non valida | Non qual./Non part. | Ritirato/Non class | Squalificato | '-' Dato non disp. | Grassetto – Pole position Corsivo – Giro più veloce |